# Ляймбах (Арвайлер)
Ляймбах (нім. Leimbach) — громада в Німеччині, розташована в землі Рейнланд-Пфальц. Входить до складу району Арвайлер. Складова частина об'єднання громад Аденау.
Площа — 15,65 км2. Населення становить 454 ос. (станом на 31 грудня 2020).